# 莱萨赫塔尔
莱萨赫塔尔是奥地利克恩顿州黑马戈尔县的一个市镇。总面积190.69平方公里，总人口1560人，人口密度8.2人/平方公里（2001年）。